# Greg Holmes
Pour les articles homonymes, voir Holmes.
Ne pas confondre avec Greg Holmes, joueur de tennis américain
Pas d'image ? Cliquez ici

a Compétitions nationales et continentales officielles uniquement.

b Matchs officiels uniquement.
Dernière mise à jour le 23 mai 2025.
Greg Holmes, né le 11 juin 1983 à Warwick dans le Queensland (Australie), est un joueur de rugby à XV australien, qui joue avec l'équipe d'Australie entre 2005 et 2021. Il évolue au poste de pilier.

## Carrière

### En club
Greg Holmes évolue en Super Rugby avec la franchise des Queensland Reds. Il débute dans cette compétition en 2005 lors d'une rencontre face aux Blues.
En 2016, il rejoint le club anglais d'Exeter en Aviva Premiership.
En juillet 2020, il quitte Exeter et retourne jouer en Australie avec la Western Force en Super Rugby AU.

### En équipe nationale
Il a disputé son premier test match le 5 novembre 2005 contre l'équipe de France.

## Palmarès
- Vainqueur du Super 15 en 2011 avec les Reds.
- Vainqueur de la Premiership en 2017 avec Exeter.
  - Finaliste en 2018

## Équipe nationale
Greg Holmes compte 28 sélections avec l'équipe d'Australie, depuis le 5 novembre 2005 à Marseille à l’occasion d’un match contre la France. Il inscrit deux essais, dix points. Il compte 9 sélections en Tri-nations ou Rugby Championship, compétition qui lui succède. Il participe aux Tri-nations 2006, The Rugby Championship 2015 et 2021. Il compte également deux participations à une Coupe du monde en 2007 où il participe à deux rencontres, et en 2015, où il joue six matchs.